# В'язень Сіону
В'язнями Сіону називаються люди, що зазнали репресій за сіоністську діяльність. З 1992 року в'язень Сіону є офіційним статусом, який присвоюється громадянам Ізраїлю, які підлягали затриманню, арешту або ув'язнення у зв'язку з участю в сіоністській діяльності.
Станом на 2012 лютого 29, в'язнями Сіону були визнані 3169 осіб.

## Походження та використання терміна
Словосполучення «в'язні Сіону» сходить до Біблії: «...Я звільню твоїх в'язнів із рову...» (Зах 9:11) і до відомого рядку з «Шірей Ціон» («Сіоніди»; буквально «Пісні Сіону») поета і філософа XII століття Ієхуди Галеві: «Сіон, невже ти не запитаєш про долі в'язнів твоїх...» В роки британського мандата термін застосовувався до людей, які піддавалися переслідуванням з боку мандатної влади. Потім він став застосовуватися до євреїв, які борються за виїзд з СРСР і країн соціалістичного табору.
Іноді в'язнем Сіону називали засудженого до довічного ув'язнення за шпигунство в США Джонатана Полларда, оскільки його діяльність мотивувалася допомогою Ізраїлю. Питання надання Полларду статусу в'язня Сіону було предметом широких дебатів в Ізраїлі. Зокрема, кнесет ухвалив рішення присвоїти таке звання, однак Верховний суд Ізраїлю у січні 2006 року фактично це рішення скасував.

## В СРСР

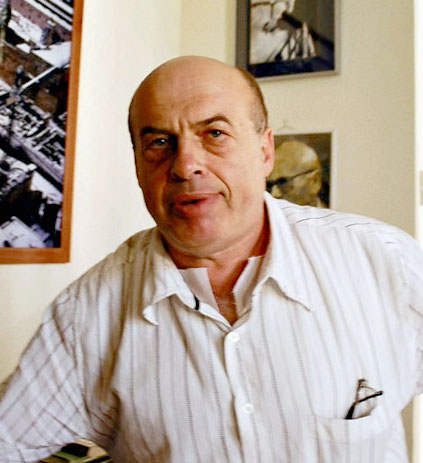
В'язень Сіону Натан Щаранський

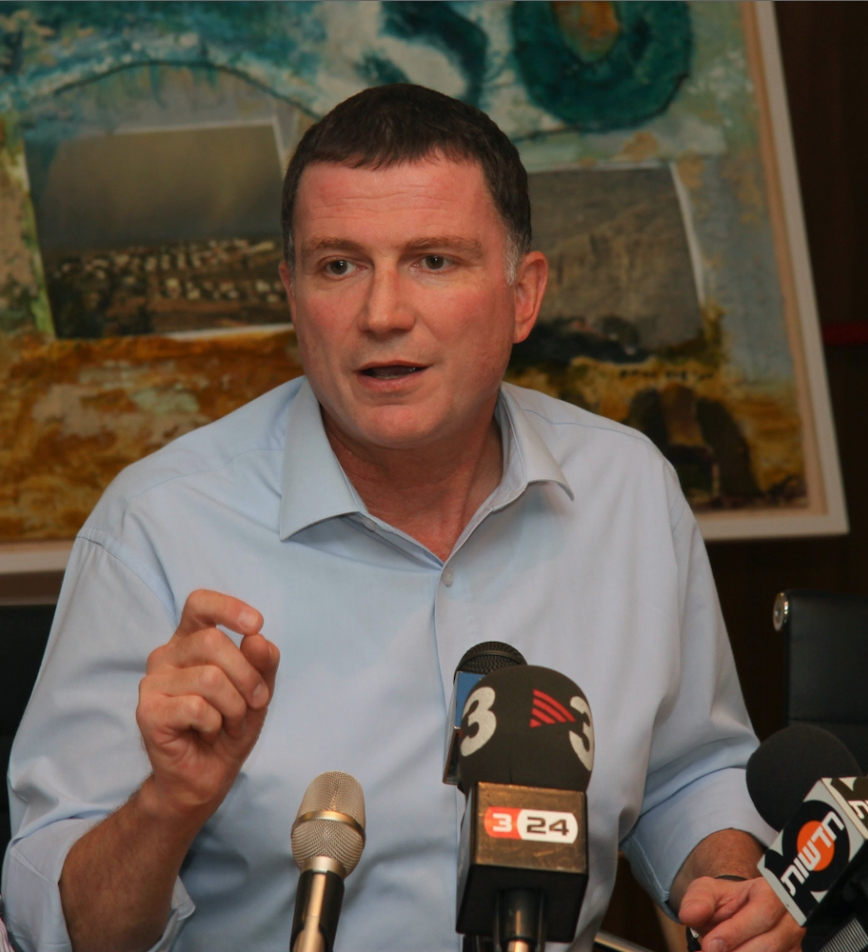
В'язень Сіону Юлій Едельштейн

Оскільки в Кримінальному кодексі СРСР не було передбачено спеціального покарання за «сіоністську діяльність», сіоністи зазвичай звинувачувалися в «антирадянській агітації і пропаганді» в «поширенні наклепницьких відомостей, що порочать радянський державний лад» чи «зраді батьківщини» і навіть шпигунстві.
Історик Мартін Гілберт після візиту в СРСР помістив у підготовлений ним «Атлас єврейської історії» дві карти: в'язні Сіону 1984 року, які знаходяться в таборах, і в'язні Сіону, що відбули свій термін ув'язнення, але не отримали дозволу на виїзд до Ізраїлю в період з 1979 по 1984 роки. Цей «Атлас єврейської історії» був присвячений відмовнику, автору лекцій «Юдаїзм для початківців» Григорію Вассерману.
Відомими в'язнями Сіону були ізраїльські політики і колишні радянські політв'язні Юлій Едельштейн і Натан Щаранський.

## В Ізраїлі
В Ізраїлі в листопаді 1969 року з ініціативи групи ветеранів сіоністського руху була створена «Організація в'язнів Сіону». В кінці 1970-х років у ній нараховувалося 750 членів. Головою Ради Організації є колишній радянський політв'язень Міхаель Маргуліс.
9 квітня 1992 року кнесет прийняв «Закон про пенсії в'язням Сіону і їх сім'ям»
За законом в'язнем Сіону вважається людина, яка є громадянином та жителем Ізраїлю і колишній:
- заарештований, затриманий або засланий на строк не менше шести місяців у зв'язку з сіоністською діяльністю в країні, в якій така діяльність була заборонена;
- заарештований, затриманий або засланий на строк не менше шести місяців у зв'язку з сіоністською діяльністю у ворожій країні у зв'язку з єврейством або у зв'язку з ворожим ставленням цієї країни до Ізраїлю;
- заарештований, або засланий за однією з перелічених вище причин, якщо з моменту його арешту, затримання або посилання пройшло не менше шести місяців, і він зник безвісти (за умови, що він відповідав критеріям Закону про повернення);
- затриманий, арештований або засланий на строк не менше шести місяців у зв'язку з діяльністю, спрямованою на створення держави, якщо до створення держави Ізраїль він був жителем Ерец Ісраель.

При Міністерстві абсорбції діє «Управління у справах в'язнів Сіону і осіб, убитих за єврейство». Управління наділено повноваженнями щодо визнання статусу заявника як «в'язня Сіону» і займається справами в'язнів Сіону, їх сімей, а також справами членів сімей осіб, загиблих за єврейство, незалежно від строку їх прав як нових репатріантів.
У 2003 році були прийняті нові поправки до Закону 1992 року, які враховують матеріальне становище в'язнів Сіону, які приїхали в Ізраїль на початку 1990-х років. Тим не менш, у 2009 році близько 400 в'язнів Сіону перебували у вкрай важкому матеріальному становищі. Вони висунули вимогу, щоб їх «стаж» боротьби за виїзд, в ході якого багато відсиділи в тюрмах або втратили роботу за фахом, був прирівняний до робочого стажу в Ізраїлі.
21 червня 2013 року один з парків ізраїльського міста Ашкелона отримав назву «Парк в'язнів Сіону».
Колумніст видання Zahav.ru Яків Бендерський у статті «Сіон не цікавить доля в'язнів Сіону» зазначає, що сіоністський рух в СРСР був аматорським, в ньому брали участь ідеалісти, багато з яких після приїзду в Ізраїль не витримали зіткнення з реальністю. Фактично тільки троє з колишніх радянських лідерів сіоністів (Натан Щаранський, Юлій Едельштейн та Юрій Штерн) зуміли стати частиною політичної еліти Ізраїлю. Багато хто з в'язнів Сіону, які втілили свою мрію, пізніше емігрували з країни.

## Чисельність
Станом на 29 лютого 2012 року в'язнями Сіону були визнані 3169 осіб, з яких 1347 живі на зазначену дату. У тому числі:
- Число в'язнів Сіону з Європи, Радянського Союзу та Канади — 1195 людина (живі 297)
- Число в'язнів Сіону з ісламських країн — 842 (живі 440)
- Число в'язнів Сіону з Ефіопії — 323 (живі 290)
- Число в'язнів Сіону, колишніх членами підпільних організацій, що діяли в підмандатної Палестині — 573 (живі 215).